# Joachimsthal
Joachimsthal ( hør) er en lille by i delstaten Brandenburg i Landkreis Barnim og det administrative sæde for amtet Joachimsthal, som tre andre kommuner tilhører. Beboere i umiddelbar nærhed kalder Joachimsthal Juchte eller Juchtebüdel.

## Geografi
Joachimsthal ligger i det historiske Uckermark ved Werbellinsee og Grimnitzsee og er en del af Schorfheide-Chorin biosfærereservat. Byen ligger ved den naturlige overgang fra Uckermarks bakkeland til Schorfheide.

## Inddeling
Joachimsthal omfatter boligområderne Expansion, Werbellinsee station, Bärendickte, Elsenau, Feriendorf Grimnitzsee, Forst Joachimsthal, Försterei Voigtswiese, Grimnitz, Hubertusstock, Jägerberg, Kienhorst, Leistenhaus, Lindhorst og Miechen.

## Historie
Området omkring Joachimsthal blev tidligt bebygget, hvilket gravhøje og kirkegårde i området vidner om. I middelalderen gik grænsen mellem Pommern og Brandenburg langs Grimnitzsee og floden Welse. For at beskytte dem byggede de brandenburgske kurfyrster i 1247 Grimnitz Slot ved bredden af søen af samme navn. Dette tjente dem på samme tid som bopæl og registreringssted. Den første dokumenterede omtale af slottet går tilbage til 1298.